# Typhonium roxburghii
Typhonium roxburghii är en kallaväxtart som beskrevs av Heinrich Wilhelm Schott. Typhonium roxburghii ingår i släktet Typhonium och familjen kallaväxter. Inga underarter finns listade.

## Bildgalleri

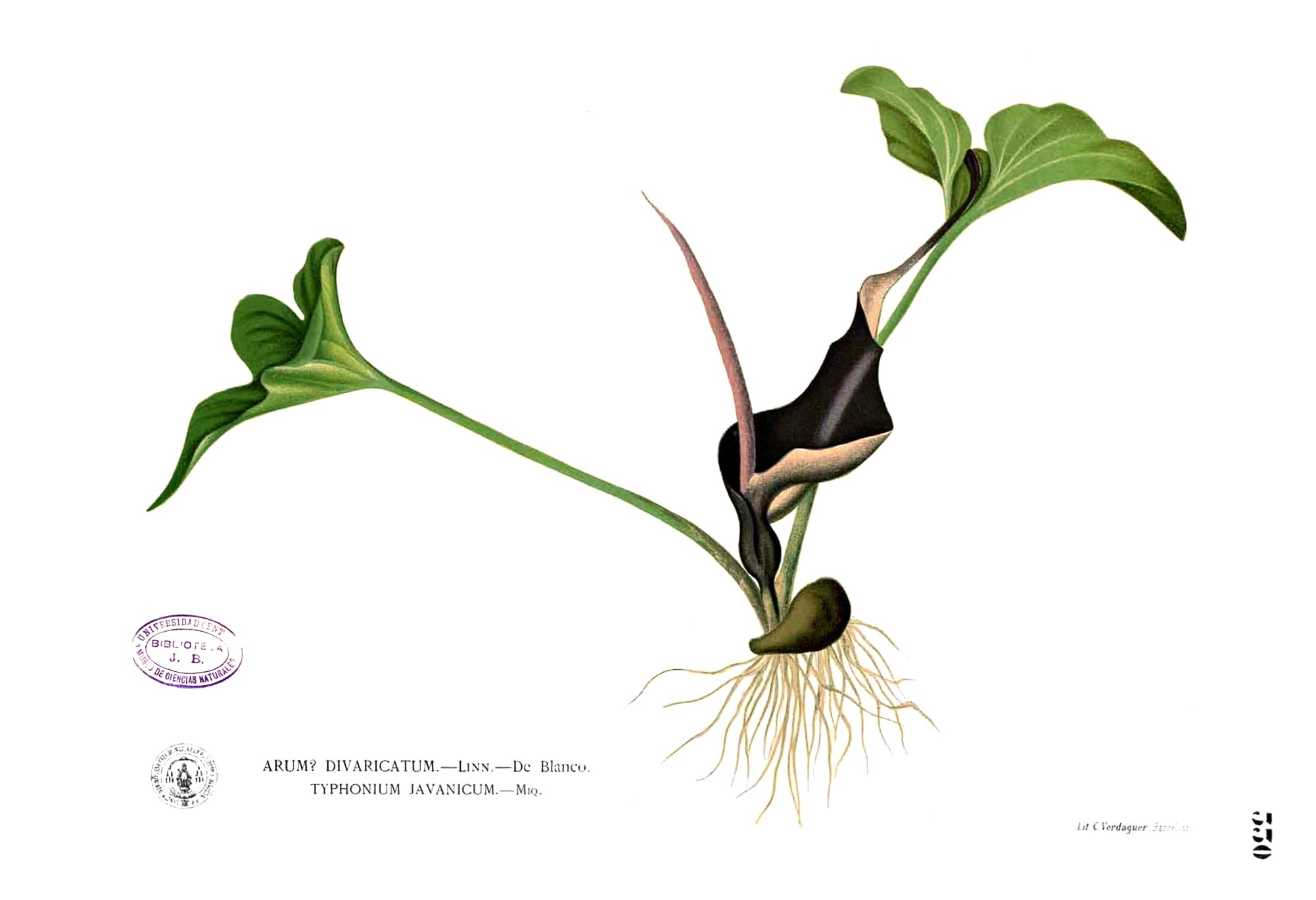